# Sallingberg
Sallingberg – gmina targowa w Austrii, w kraju związkowym Dolna Austria, w powiecie Zwettl. Według Austriackiego Urzędu Statystycznego liczyła 1 340 mieszkańców (1 stycznia 2014).